# Bolinao
Bolinao ist eine Stadtgemeinde in der philippinischen Provinz Pangasinan und liegt am Südchinesischen Meer. Die meisten Menschen leben hier von der Fischerei und der Landwirtschaft. Das flache und feuchte Land eignet sich sehr gut für den Reisanbau. Der Tourismus entwickelt sich nur schleppend, obwohl es im Baranggay Patar viele Strände gibt. In Patar gibt es auch einen Leuchtturm mit dem Namen Cape Bolinao Lighthouse.
In den Gewässern vor der Gemeinde fand am 15. März 1646 die erste der fünf Seeschlachten der La Naval de Manila statt, die in die Geschichte der Philippinen als Sieg über die Niederlande eingingen.
Bolinao ist in folgende 30 Baranggays aufgeteilt:
| - Arnedo - Balingasay - Binabalian - Cabuyao - Catuday - Catungi - Concordia - Culang - Dewey - Estanza - Germinal - Goyoden - Ilogmalino - Lambes - Liwa-liwa | - Lucero - Luciente 1.0 - Luciente 2.0 - Luna - Patar - Pilar - Salud - Samang Norte - Samang Sur - Sampaloc - San Roque - Tara - Tupa - Victory - Zaragoza |